# 비룽가산맥

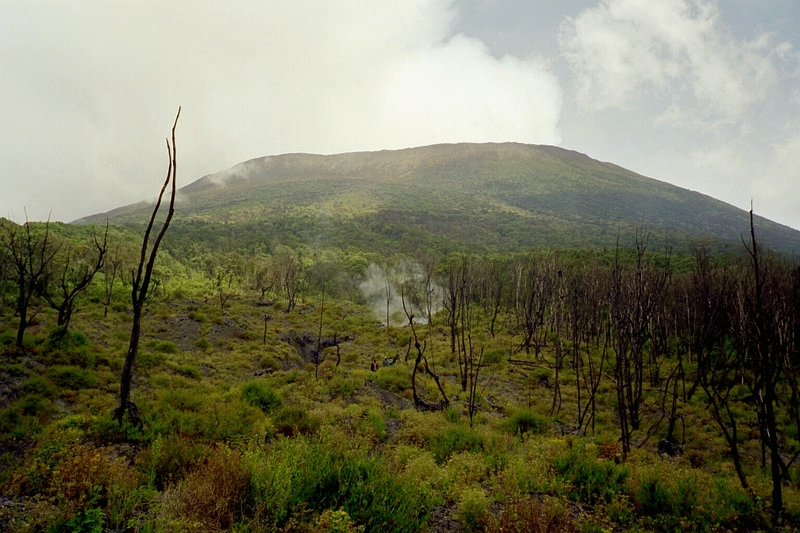

비룽가 산맥(Virunga Mountains)은 동아프리카 르완다, 콩고 민주 공화국, 우간다 국경 지역에 위치한 화산 지대이다.